# Vertebrata
I vertebrati (Vertebrata) sono un subphylum di animali cordati caratterizzati da una struttura scheletrica ossea e/o cartilaginea. Il tessuto osseo è evolutivamente anteriore a quello cartilagineo.
Escluse le specie fossili, sono rappresentati da circa 50 000 specie di cui la metà sono pesci (agnati, condritti e osteitti). Gli uccelli sono il secondo gruppo tassonomico con 9 000 specie circa, seguiti dai rettili con circa 8 000 specie, dagli anfibi con quasi 8 000 specie e dai mammiferi con 5 000.
Nei vertebrati gli zuccheri in eccesso rispetto a quanto può essere accumulato sotto forma di glicogeno sono convertiti in grassi.

## Struttura
Nell'embrione si nota una corda dorsale che è sostituita poi da una colonna vertebrale metamerica  costituita da una struttura scheletrica molto robusta, formata dalla sovrapposizione di resistenti pezzi ossei chiamati vertebre,  intercalati da dischetti cartilaginei che rendono la colonna flessibile. Il corpo è suddiviso in parti ben distinte: 
- capo
- tronco
- coda

Il collo si trova solo nei vertebrati terrestri. La coda compare in tutti gli individui, tranne che in alcuni primati e nelle rane, nei quali però è presente allo stadio embrionale. 
Il capo è sempre più specializzato per il grande sviluppo degli organi del sistema nervoso. Il tubo nervoso si differenzia in midollo spinale ed encefalo. Gli organi di senso sono molto complessi. Il tronco può essere a sua volta suddiviso in torace e addome, ai quali si innestano gli arti. Il celoma costituisce la cavità addominale, quella pericardica (cuore) e le cavità pleuriche (polmoni) nei vertebrati più evoluti.

## Sistematica

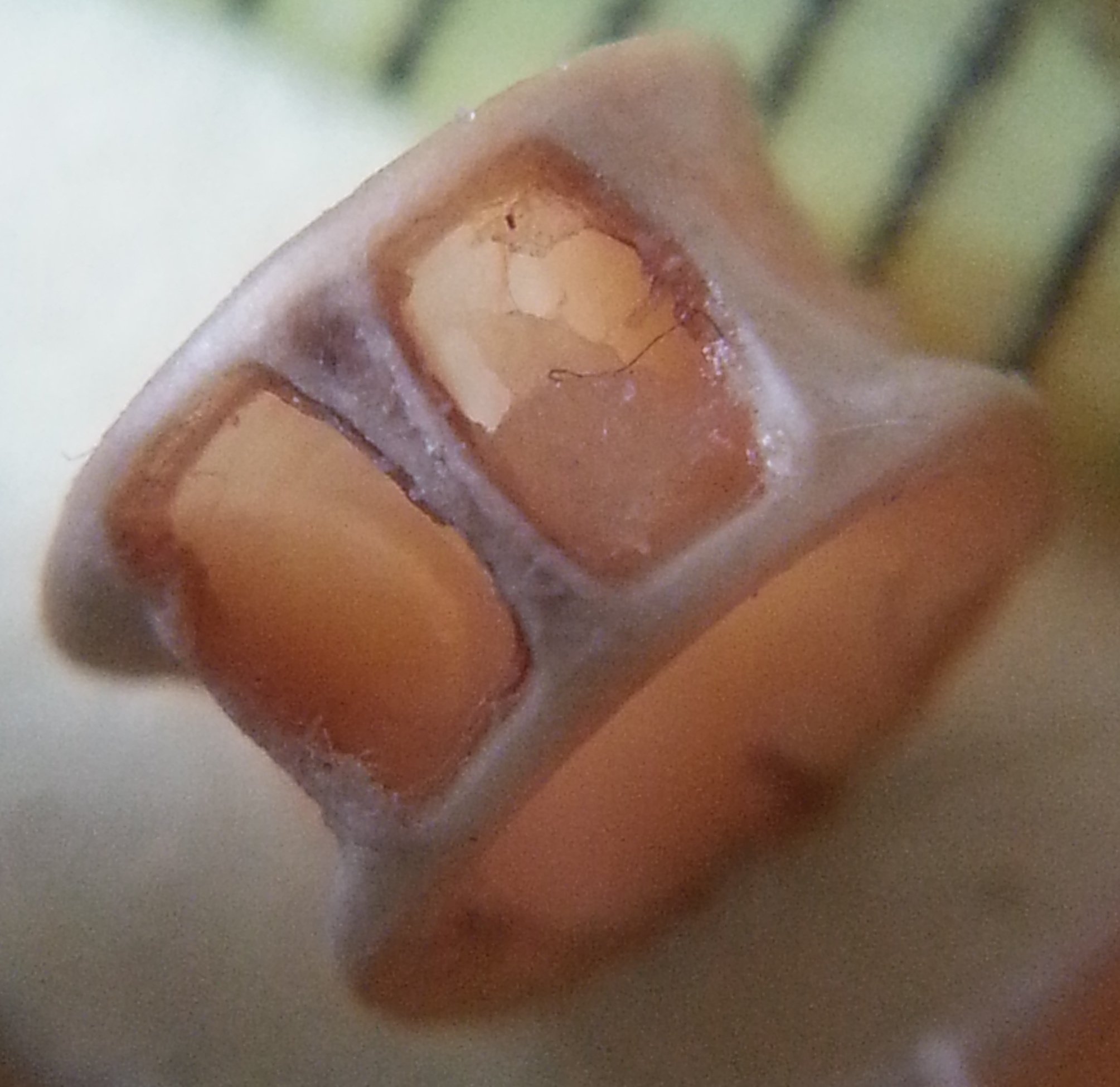
Una vertebra di pesce delle dimensioni di pochi millimetri.

Secondo recenti analisi molecolari, le missine (Myxini) appartengono anch'esse al subphylum dei vertebrati. Altri, invece, considerano le missine come il sister group dei vertebrati all'interno del taxon Craniata.
Classificazione da Janvier (1981, 1997), Shu et al. (2003), e Benton ().
- Subphylum Vertebrata
  - Infraphylum Agnatha (parafiletico, pesci senza mandibola)
    - Myxini (missine)
    - Hyperoartia (lamprede)
    - Classe †Conodonta (agnati vermiformi dagli strani apparati boccali)
    - Classe †Pteraspidomorphi (pesci dalla corazza dermica pesante)
    - Ordine †Thelodonti (pesci dalle minuscole scaglie)
    - Ordine †Anaspida
    - Ordine †Galeaspida
    - Ordine †Pituriaspida
    - Ordine †Osteostraci (pesci dalla corazza ossea pesante)

  - Infraphylum Gnathostomata (vertebrati con mandibola)
    - Classe †Placodermi (pesci corazzati del Devoniano)
    - Classe Chondrichthyes (pesci cartilaginei)
    - Classe †Acanthodii ("squali spinosi" del Paleozoico)
    - Superclasse Osteichthyes (pesci ossei)
      - Classe Actinopterygii (pesci con le pinne raggiate)
      - Classe Sarcopterygii (pesci con le pinne lobate)
        - Sottoclasse Coelacanthimorpha (celacanti)
        - Sottoclasse Dipnoi (pesci polmonati)
        - Sottoclasse Tetrapodomorpha (ancestrali ai tetrapodi, parafiletico se non comprende anche i tetrapodi)
          - Superclasse Tetrapoda (vertebrati con quattro arti)
            - Classe Amphibia (anfibi)
            - Serie Amniota (embrione amniotico)
              - Clade Sauropsidi (rettili, parafiletico se esclude gli uccelli)
                - Classe Aves (uccelli, suddivisi in circa 30 ordini)
                - Ordine Crocodylia (coccodrilli e alligatori)
                - Ordine Testudines (tartarughe e testuggini)
                - Ordine Lepidosauria (rettili simili a lucertole e serpenti)

              - Classe Synapsida (i cosiddetti rettili-mammifero, parafiletico se esclude i mammiferi)
                - Classe Mammalia (mammiferi, suddivisi in 18 ordini con circa 4 500 specie)